# Lyman Anderson
Pour les articles homonymes, voir Anderson.
Lyman Anderson (1907-1993) est un illustrateur américain qui a principalement travaillé pour les magazines et la publicité. 
Anderson début dans l'illustration à la fin des années 1920, travaillant notamment beaucoup pour les pulps. De 1934 à 1938, il dessine pour King Features Syndicate l'adaptation en comic strip de la série de romans policiers Inspector Wade. Après la guerre, il se consacre à l'illustration magazine et publicitaire tout en enseignant jusqu'en 1972 à la Famous Artists School de Westport, dans le Connecticut.